# Зексау
Зексау (нем. Sexau) — община в Германии, в земле Баден-Вюртемберг. 
Подчиняется административному округу Фрайбург. Входит в состав района Эммендинген.  Население составляет 3245 человек (на 31 декабря 2010 года). Занимает площадь 16,30 км².